# Раздольное (Северная Осетия)
Раздо́льное (осет. Раздольнæй) — село в Моздокском районе Республики Северная Осетия —Алания. 
Административный центр муниципального образования «Раздольненское сельское поселение».

## География
Раздольное расположено на правом берегу реки Терек, в центральной части Моздокского района. Находится в 15 км к юго-западу от районного центра Моздок и в 96 км к северо-западу от города Владикавказ.
Граничит с землями населённых пунктов: Виноградное на западе, Кизляр на востоке и Вежарий на юге. На противоположном берегу реки Терек расположена станица Павлодольская.
Селение расположено на окраинах Кабардинской равнины. Населённый пункт размещён в долине реки Терек, над которой на несколько метров возвышается тянущаяся с запада на восток склоны Терского кряжа. Средние высоты на территории села составляют около 142 метров над уровнем моря.
Гидрографическая сеть представлена в основном рекой Терек. К юго-востоку от села проходит артерия Малокабардинского канала, которым орошают сельскохозяйственные уделы поселения.
Климат влажный умеренный. Среднегодовая температура воздуха составляет около +10,5°С и колеблется в среднем от +23,5°С в июле, до -2,5°С в январе. Среднегодовое количество осадков составляет около 560 мм. Основное количество осадков выпадает в период с мая по июль. В конце лета часты суховеи, дующие с территории Прикаспийской низменности.

## История
Село основано в 1888 году переселенцами из Киевской, Черниговской и Полтавской губерний рядом с поместьем купца Ганжумова (откуда и исходит первоначальное название села).
До 1944 года село входило в состав Курпского района Кабардино-Балкарской АССР.
7 марта 1944 года Курпский района КБАССР был упразднён, а вся его территория лежавшая к востоку от реки Курп была передана в состав Северо-Осетинской АССР. Село Раздольное было включено в состав новообразованного Моздокского района республики, как самостоятельный сельсовет.

## Население
| 2002  | 2010  | 2011  | 2012  | 2013  | 2014  | 2015  |
| ----- | ----- | ----- | ----- | ----- | ----- | ----- |
| 1131  | ↘1080 | →1080 | ↘1073 | ↘1065 | ↘1042 | ↘1031 |
| 2016  | 2017  | 2018  | 2019  | 2020  | 2021  | 2023  |
| ↘1017 | ↗1038 | ↘1035 | →1035 | ↘1004 | ↗1051 | ↘1039 |
| 2024  | 2025  |       |       |       |       |       |
| ↘1036 | ↘1029 |       |       |       |       |       |

Плотность — 28.64 чел./км2.
Национальный состав
По данным Всероссийской переписи населения 2010 года:
| Народ    | Численность, чел. | Доля от всего населения, % |
| -------- | ----------------- | -------------------------- |
| русские  | 851               | 78,8 %                     |
| кумыки   | 71                | 6,6 %                      |
| осетины  | 63                | 5,8 %                      |
| украинцы | 19                | 1,8 %                      |
| немцы    | 17                | 1,6 %                      |
| другие   | 59                | 5,5 %                      |
| всего    | 1 080             | 100 %                      |

## Образование
- Средняя общеобразовательная школа — ул. Октябрьская, 5.
- Начальная школа Детский сад №37 — ул. Октябрьская, 9.

## Здравоохранение
- Фельдшерско-акушерский пункт — ул. Советская, 52.

## Экономика
Основное место деятельности селян — колхоз «Украина», расположенная к югу от села.

## Улицы
| Близнюковская |
| Гагарина      |
| Калинина      |
| Колхозная     |

| Кутыркина   |
| Лесная      |
| Молодёжная  |
| Надтеречная |

| Октябрьская |
| Подгорная   |
| Советская   |
| Шоссейная   |